# Arijan Komazec
Arijan Komazec (* 23. Januar 1970 in Zadar, Jugoslawien) ist ein ehemaliger kroatischer Basketballspieler der auf den Positionen des Shooting Guard sowie des Small Forward spielte.
Arijan Komazec, der seine Karriere bei KK Zadar begann, spielte in seiner 15-jährigen Profilaufbahn für eine Reihe europäischer Vereine in Griechenland und Italien und galt aufgrund seiner Spielweise zu Beginn seiner Karriere in seiner Heimat als Nachfolger des 1993 tödlich verunglückten Dražen Petrović. Obwohl Komazec unter anderem bei Spitzenvereinen wie Panathinaikos Athen, Buckler Bologna und Olympiakos Piräus unter Vertrag stand und in der Saison 2000/2001 sogar in der NBA aktiv war, konnte er diesem Anspruch nie gerecht werden. Komazec begann die 2001/2002 Jahreszeit mit AEK Athen, aber er verließ die Mannschaft im Dezember 2001.
Zu den größten Erfolgen seiner Karriere gehört die gewonnene Weltmeisterschaft von 1990 sowie der Europameisterschaftstitel von 1991. Mit der kroatischen Nationalmannschaft errang er zudem die Silbermedaille bei den Olympischen Spielen in Barcelona 1992.

## Titel
- Griechischer Pokalsieger: 1993
- Italienischer Pokalsieger: 1997
- Kroatischer Pokalsieger: 2000
- Weltmeister: 1990
- Europameister: 1991
- Silbermedaille bei Olympischen Spielen: 1992
- Bronzemedaille bei Europameisterschaften: 1993, 1995
- Bronzemedaille bei Weltmeisterschaften: 1994